# Dénes Pócsik
Dénes Pócsik, född 9 mars 1940 i Kunágota, död 20 november 2004 i Eger, var en ungersk vattenpolospelare och -tränare.
Pócsik var med när Ungerns herrlandslag i vattenpolo tog EM-guld i Leipzig 1962. Han tog OS-guld 1964 i Tokyo, OS-brons 1968 i Mexico City och OS-silver 1972 i München.
Efter den aktiva spelarkarriären var Pócsik verksam som tränare. Han tränade bland annat Kuwaits herrlandslag i vattenpolo 1978–1981 och 1984–1987 samt Nederländernas herrlandslag i vattenpolo 1981–1984. Pócsik hann även träna Ungerns damlandslag i vattenpolo  och sedan var han verksam som tränare i Australien.